# Eumecurus superstyla
Eumecurus superstyla är en insektsart som beskrevs av Dlabola 1985. Eumecurus superstyla ingår i släktet Eumecurus och familjen kilstritar. Inga underarter finns listade i Catalogue of Life.